# 노출증

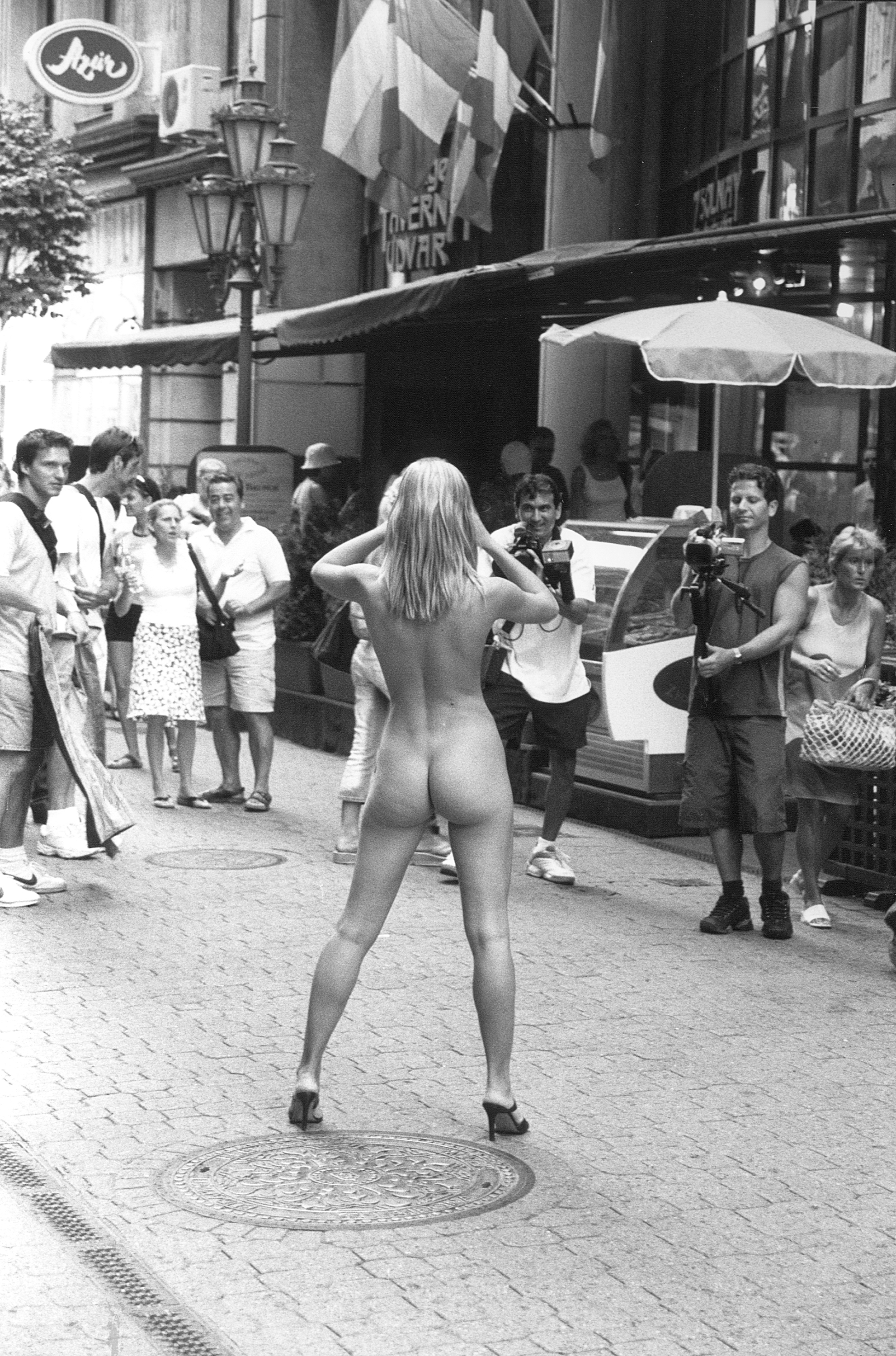
2007년 부다페스트 거리의 나체 노출증 여성

노출증(한국 한자: 露出症, 문화어: 로출증, 영어: exhibitionism)은 성적 도착증 중 하나로, 자신의 특정 신체 부위, 특히 성기를 이성에게 보임으로써 성적, 심리적 쾌감과 흥분을 느끼는 병(증상)이다. 이에 걸린 환자를 노출증 환자(露出症患者)라고 부른다.

## 범죄
바바리맨이 이에 해당하며, 특정 신체 부위를 타인에게 강제로 보여줌으로써 피해를 준 경우나 대중 앞에서 이러한 행위를 하는 경우에는 법적으로 처벌 받을 수 있다.

## 같이 보기
- 연극성 인격장애
- 인간의 성행위
- 인간의 성
- 나체주의
- 나르시시즘
- 성적 페티시즘
- 친섹스 여성주의
- 봄 방학
- 토플리스
- 관음증